# Ipswich Town Football Club 2012-2013
Questa pagina raccoglie i dati riguardanti lo Ipswich Town Football Club nelle competizioni ufficiali della stagione 2012-2013.

## Organico

### Rosa
Rosa aggiornata al 1º settembre 2012
| N. |                              | Ruolo | Calciatore          |
| -- | ---------------------------- | ----- | ------------------- |
| 1  | Inghilterra (bandiera)       | P     | Scott Loach         |
| 2  | Galles (bandiera)            | D     | Elliott Hewitt      |
| 3  | Inghilterra (bandiera)       | D     | Aaron Cresswell     |
| 4  | Inghilterra (bandiera)       | D     | Luke Chambers       |
| 5  | Inghilterra (bandiera)       | A     | DJ Campbell         |
| 6  | Inghilterra (bandiera)       | D     | Danny Higginbotham  |
| 7  | Trinidad e Tobago (bandiera) | C     | Carlos Edwards      |
| 8  | Senegal (bandiera)           | C     | Guirane N'Daw       |
| 9  | Inghilterra (bandiera)       | A     | Jay Emmanuel-Thomas |
| 11 | Inghilterra (bandiera)       | C     | Lee Martin          |
| 12 | Inghilterra (bandiera)       | P     | Arran Lee-Barrett   |
| 14 | Trinidad e Tobago (bandiera) | A     | Jason Scotland      |
| 15 | Inghilterra (bandiera)       | D     | Tyrone Mings        |
| 17 | Inghilterra (bandiera)       | C     | Andy Drury          |

| N. |                               | Ruolo | Calciatore             |
| -- | ----------------------------- | ----- | ---------------------- |
| 19 | Inghilterra (bandiera)        | C     | Luke Hyam              |
| 20 | Nuova Zelanda (bandiera)      | D     | Thomas Jefferson Smith |
| 21 | Tunisia (bandiera)            | D     | Bilel Mohsni           |
| 22 | Irlanda del Nord (bandiera)   | C     | Josh Carson            |
| 23 | Inghilterra (bandiera)        | C     | Nigel Reo-Coker        |
| 24 | Inghilterra (bandiera)        | D     | Bradley Orr            |
| 26 | Inghilterra (bandiera)        | A     | Paul Taylor            |
| 27 | Irlanda (bandiera)            | A     | Daryl Murphy           |
| 28 | Irlanda (bandiera)            | A     | Ronan Murray           |
| 29 | Inghilterra (bandiera)        | D     | Jack Ainsley           |
| 30 | Inghilterra (bandiera)        | D     | Joe Whight             |
| 31 | Inghilterra (bandiera)        | C     | Byron Lawrence         |
| 32 | Inghilterra (bandiera)        | C     | Cormac Burke           |
|    | Rep. Centrafricana (bandiera) | D     | Kelly Youga            |